# Tove Styrke
Tove Anna Linnéa Östman Styrke (nacida el 19 de noviembre de 1992 en Umeå), más conocida como Tove Styrke, es una cantante, compositora, pianista y modelo sueca. Se hizo conocida luego de concursar en la versión sueca de American Idol en el año 2009 ; finalizando la competencia en el tercer lugar. Después de su participación comenzó su carrera solista como cantante de música electropop. Lanzó su primer álbum titulado homónimamente Tove Styrke el 12 de noviembre de 2010. El New York Post incluyó Tove Styrke en su lista de las "10 artistas que deberías conocer en 2011".

## Biografía

### Primeros años
Tove Styrke nació en Umeå, Suecia. Tiene dos hermanas, una menor y otra mayor.
Su padre, el músico Anders Östman Styrke, alcanzó un número uno en las listas de ventas de Suecia en la década de 1970, el cual después de abandonar su carrera musical abrió una tienda de música. Fue Anders Styrke quien incitó a Tove para que aprendiese a tocar la guitarra desde niña, pero ella prefería el piano, siendo alentada por su abuelo, que era profesor de piano.
Su madre, Anna Styrke, una exbailarina y profesora de ballet, es la directora de una Academia de ballet y matriculó a Tove en clases de baile a una edad temprana.
Tove comenzó como vocalista en una banda local de jazz en sus años de escuela secundaria.

### Carrera
Tove Styrke posó para varias publicaciones, incluyendo Glamour y Cosmopolitan antes de que fuese descubierta por Anders Bagge durante su casting para Swedish Idol 2009. 
En esta competencia, Styrke interpretó canciones de Whitney Houston, The Killers, David Bowie, Michael Jackson, Elvis Presley, U2, Kylie Minogue, Robbie Williams, Katy Perry, Sandi Thom, Eurythmics, Russ Ballard, Ted Gärdestad, Bobby Darin y The Sounds.
Terminó en tercer lugar, después Calle Kristiansson y el ganador Erik Grönwall.
Después de su participación en el reality durante el 2009, Styrke firmó un contrato con la disquera Sony Music en diciembre de 2009.
En junio de 2010, lanzó su primer sencillo, "Million Pieces", coescrita por Adam Olenius de Shout Out Loud y Lykke Li.
El 12 de noviembre de 2010, lanzó su álbum debut,Tove Styrke. El álbum ha sido producido por Patrik Berger, Lotus y 2manyfreckles, Peter Ågren, Janne Kask y Paw. La mayoría de las pistas han sido escritas por Tove Styrke, Patrik Berger, Peter Ågren y Janne Kask. El álbum fue reeditado en marzo de 2012 en Alemania con dos nuevas canciones: "Call My Name" y "Sticks and Stones".
El segundo sencillo, "White Light Moment", alcanzó el número 5 en las listas de ventas suecas y ha sido certificado de oro.
"White Light Moment" ha sido nominada a "Mejor canción del año" en los Grammis galan de 2012 (La versión sueca de los Grammy Awards).
En enero de 2011, Styrke ganó el Premio de "Mejor artista nuevo" en P3 Guld. En la ceremonia, interpretó una versión remezclada por Familijen de "Million Pieces". A finales de febrero de 2011, Tove Styrke emitió su primer EP, "High And Low", con seis remixes de la canción; lanzándola así como tercer sencillo del álbum. En abril de 2011, Styrke aparece en un comercial "IKEA" donde interpretó la canción de cuna "Byssan Lull", de origen sueco.
El 19 de agosto de 2011, lanzó el sencillo "Call My Name" en descarga digital. La canción ha llegó al número 28 en las listas de ventas de Suecia.
"Call My Name" ha sido nominada a "Mejor canción del año" en P3 Guld, en un principio esta canción iba a ser lanzada como un sencillo para su segundo álbum, pero al final optaron por incluirla en la reedición de su primer álbum. También en agosto de 2011, la banda temporal Kedjan que incluía Styrke y varios artistas suecos, lanzó en Suecia una canción con fines caritativos "Ringar på vattnet" ("efecto dominó").
En septiembre de 2011, la banda sueca Caotico lanzó el sencillo "Brains Out", con Tove Styrke. También apareció en el video musical de dicha canción.

## Estilo musical
De acuerdo con la revista estadounidense All Music, su estilo musical es una combinación del "burbujeo electrónico de Robyn con el sintetizador pop de Annie y el hook-laden euro-disco de September".
La revista alemana Der Spiegel, describe su música como "Pop pegadizo despreocupado" comparándola con Robyn y Lykke Li.

## Discografía

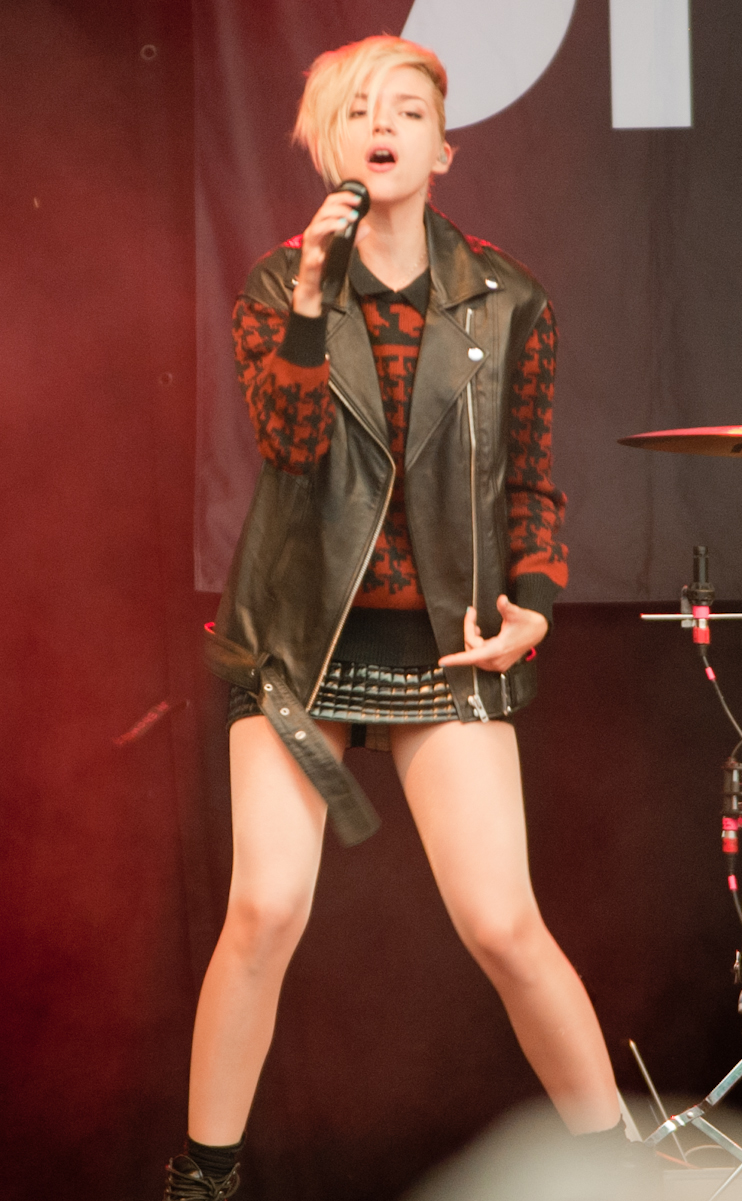
Tove Styrke - Granny Goes Street 2011

### Álbumes
| Título      | Detalles del álbum                                                                                                | Puesto máximo en las listas |
| Título      | Detalles del álbum                                                                                                | SUE                         |
| ----------- | --- | --------------------------- |
| Tove Styrke | - Lanzamiento: 12 de noviembre de 2010 - Discográfica: Sony Music - Formato: CD, descarga digital                 | 10                          |
| Kiddo       | - Lanzamiento: 8 de junio de 2015 - Discográfica: RCA Records, Sony Music - Formato: CD, descarga digital, Vinilo | 14                          |

### EP
| Título       | Datos del EP                                                                                        |
| ------------ | --------------------------------------------------------------------------------------------------- |
| High and Low | - Lanzamiento: febrero de 2011 - Discográfica: Sony Music - Formato: CD, descarga digital           |
| Borderline   | - Lanzamiento: 23 de noviembre de 2014 - Discográfica: Sony Music, RCA - Formatos: descarga digital |

### Sencillos

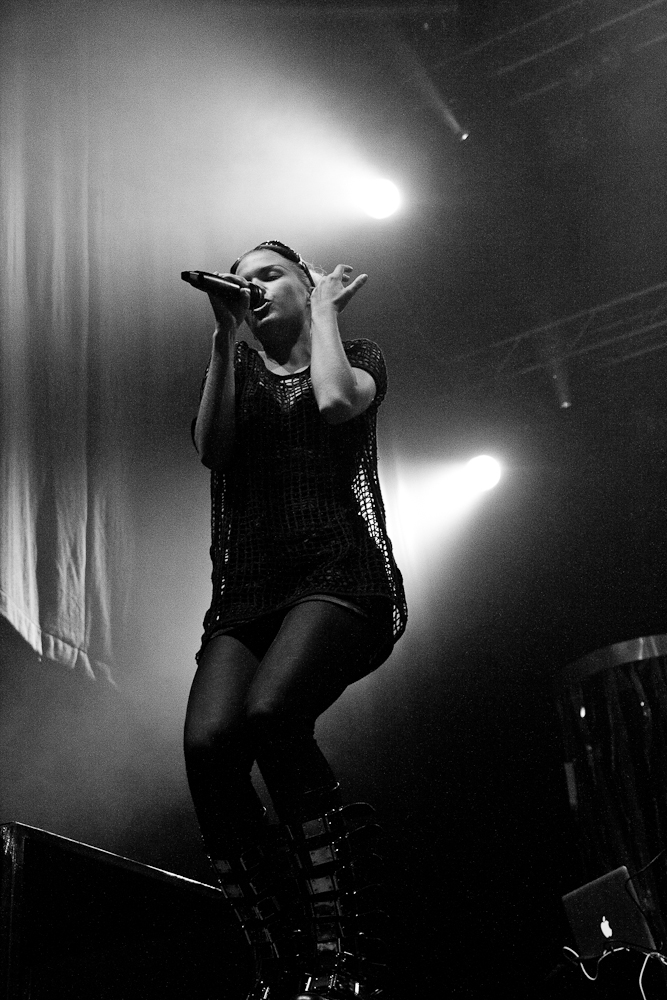
Tove Styrke - Trästockfestivalen 2011

| Año  | Título                                                | Posiciones | Posiciones | Álbum              |
| Año  | Título                                                | SUE        | ALE        | Álbum              |
| ---- | ----------------------------------------------------- | ---------- | ---------- | ------------------ |
| 2010 | «Million Pieces»                                      | 18         | —          | Tove Styrke        |
| 2010 | «White Light Moment»                                  | 5          | —          | Tove Styrke        |
| 2011 | «High and Low»                                        | —          | —          | Tove Styrke        |
| 2011 | «Call My Name»                                        | 28         | 48         | Tove Styrke        |
| 2012 | «Bad Time for a Good Time»                            | —          | —          | Tove Styrke        |
| 2014 | «Even If I'm Loud It Doesn't Mean I'm Talking to You» | —          | —          | Kiddo              |
| 2014 | «Borderline»                                          | —          | —          | Kiddo              |
| 2015 | «Ego»                                                 | —          | —          | Kiddo              |
| 2015 | «Number One»                                          | —          | —          | Kiddo              |
| 2015 | «...Baby One More Time»                               | —          | —          | Sencillo sin álbum |

### Otras apariciones
- "Hot n Cold" con Det bästa från Idol (2009)
- "Byssan Lull" (2011)
- "Ringar på vattnet" (con Kedjan) (2011)
- "Brains Out" (con Caotico) (2011)
- "Faded" con Alan Walker Is Heading Home" Live in Bergen, NORUEGA (2016)
- "Good Vibes" con Alma
- "Last Goodbye" con Clean Bandit & Stefflon Don)

### Videos musicales
- "High and Low"[19]
- "Call My Name"[20] (dos versiones)
- "Ringar på vattnet" (con Kedjan)[21]
- "Brains Out" (con Caotico)[22]
- "Bad Time for a Good Time" (con Gnucci Banana) (2012)
- "Even If I'm Loud It Doesn't Mean I'm Talking to You" (2014)
- "Borderline" (2014)
- "Ego" (2015)
- "Number One" (2015)
- "...Baby One More Time" (2015)

## Actuaciones en Sweden Idol
| Etapa              | Tema                                                   | Artista original                |
| ------------------ | ------------------------------------------------------ | ------------------------------- |
| Audición           | "Greatest Love of All"                                 | Whitney Houston                 |
| Calificación       | "All These Things That I've Done"                      | The Killers                     |
| Calificación final | "Life on Mars"                                         | David Bowie                     |
| Top 1              | "Hot n Cold"                                           | Katy Perry                      |
| Top 2              | "Will You Be There"                                    | Michael Jackson                 |
| Top 3              | "Living in America"                                    | The Sounds                      |
| Top 4              | "Mack the Knife"                                       | Bobby Darin                     |
| Top 5              | "In the Ghetto"                                        | Elvis Presley                   |
| Top 6 (I)          | "I Wish I Was a Punk Rocker (With Flowers in My Hair)" | Sandi Thom                      |
| Top 6 (II)         | "Kids" (duet with Erik Grönwall)                       | Kylie Minogue & Robbie Williams |
| Top 7 (I)          | "Sweet Dreams (Are Made of This)"                      | Eurythmics                      |
| Top 7 (II)         | "Himlen är oskyldigt blå"                              | Ted Gärdestad                   |
| Top 8 (I)          | "Pride (In the Name of Love)"                          | U2                              |
| Top 8 (II)         | "Since You Been Gone"                                  | Russ Ballard                    |
| Top 9 (I)          | "Can't Get You Out of My Head"                         | Kylie Minogue                   |
| Top 9 (II)         | "Greatest Love of All"                                 | Whitney Houston                 |